# Osby (comune)
Osby è un comune svedese di 12 683 abitanti, situato nella contea di Scania. Il suo capoluogo è la cittadina omonima.
Qua nacque il matematico Torsten Carleman.

## Località
Nel territorio comunale sono comprese le seguenti aree urbane (tätort):
| # | Località  | Popolazione |
| - | --------- | ----------- |
| 1 | Osby      | 6.947       |
| 2 | Lönsboda  | 1.899       |
| 3 | Killeberg | 575         |

## Amministrazione

### Gemellaggi
- Gribskov